# Carlo Fabri
Carlo Fabri (Piacenza, 19 gennaio 1866 – Piacenza, 19 febbraio 1951) è stato un avvocato e politico italiano.